# Instituto de Pesquisa sobre Neurociências e Neurotecnologia
O Instituto de Pesquisa sobre Neurociências e Neurotecnologia (BRAINN, na sigla em inglês) é um Centro de Pesquisa, Inovação e Difusão (CEPID) financiado pela Fundação de Amparo à Pesquisa do Estado de São Paulo (FAPESP) , criado em 2013  e com sede na Universidade Estadual de Campinas (UNICAMP).
Com pesquisas nas áreas de genética, neurobiologia, farmacologia, neuroimagem, ciência da computação, robótica, física e engenharia, o Instituto tem como foco principal a investigação dos mecanismos que levam à epilepsia e ao acidente vascular cerebral (AVC). Além disso, estuda os danos causados pela progressão dessas doenças no corpo humano .
Além de realizar pesquisas científicas, o Instituto trabalha com inovação e transferências de tecnologias – em especial na área de neurotecnologia – e difusão do conhecimento, por meio de ações de divulgação realizadas tanto em seus canais de comunicação na internet quanto em eventos científicos e para o público leigo.

## Linhas de Pesquisa
As principais linhas de pesquisa e publicação do BRAINN são relacionadas aos mecanismos patofisiológicos da epilepsia , do acidente vascular cerebral e da doença de Alzheimer, com especial interesse no imageamento cerebral para diagnóstico. Além disso, o desenvolvimento de software para análise de dados e predição de diagnósticos também é um ponto de destaque no Instituto.

## Equipe
A equipe de coordenadores do CEPID é composta pelos seguintes pesquisadores :
- Pesquisador Responsável: Fernando Cendes. Com formação em Medicina pela UFG, doutorado em Neurociências pela Universidade McGill, é professor titular do Departamento de Neurologia da UNICAMP.

- Coordenador de Educação e Difusão do Conhecimento: Li Li Min. Com formação em Medicina pela UFPR, doutorado em Neurociências pela Universidade McGill, é professor titular do Departamento de Neurologia da UNICAMP.

- Coordenador de Transferência de Tecnologia: Roberto José Maria Covolan. Com formação em Física pela UNICAMP e pós-doutorado em Física Teórica pela Università degli Studi di Torino, é coordenador do Grupo de Neurofísica do Instituto de Física Gleb Wataghin, na UNICAMP.

### Pesquisadores Principais
- Eleri Cardozo, Faculdade de Engenharia Elétrica e de Computação, FEEC/Unicamp
- Gabriela Castellano, Instituto de Física Gleb Wataghin, IFGW/Unicamp
- Iscia Teresinha Lopes Cendes, Faculdade de Ciências Médicas, FCM/Unicamp
- Lília Freire Rodrigues de Souza Li, Faculdade de Ciências Médicas, FCM/Unicamp
- Marilisa Mantovani Guerreiro, Faculdade de Ciências Médicas, FCM/Unicamp
- Ricardo Ribeiro Gudwin, Faculdade de Engenharia Elétrica e de Computação, FEEC/Unicamp
- Rickson Coelho Mesquita, Instituto de Física Gleb Wataghin/IFGW/UNICAMP
- Roberto de Alencar Lotufo, Faculdade de Engenharia Elétrica e de Computação/FEEC/UNICAMP

## Publicações Acadêmicas
Desde 2013, os pesquisadores vinculados ao BRAINN já publicaram mais de 400 artigos científicos em alguns dos principais periódicos acadêmicos sobre neurociências e patologias de interesse do CEPID, como o Epilepsia, o European Journal of Pediatrics, o Epilepsy & Behavior, o Stroke, o American Journal of Neuroradiology e o Genetics and Molecular Biology .
Desde 2012, os artigos publicados vinculados às pesquisas do BRAINN atingiram o patamar de mais de 2.700 citações, com índice h de 24 e índice i10 de 74 .

## Inovação e Transferência de Tecnologias
Dentre as principais iniciativas do BRAINN em inovação e transferência de tecnologias destacam-se :

### BIPMED
O Brazilian Initiative on Precision Medicine (BIPMed) é uma iniciativa de cinco CEPIDs financiados pela FAPESP, entre eles o BRAINN, com foco em Medicina de Precisão . O BIPMED desenvolveu a primeira plataforma digital da América Latina a oferecer acesso público a dados genômicos e fenotípicos, de acordo com os princípios e as orientações da Global Alliance for Genomics and Health e respeitando o compartilhamento ético de dados genômicos e clínicos. Além disso, a plataforma é o Brazilian Country Node do The Human Variome Project .
A plataforma digital pode ser utilizada por médicos e cientistas do mundo todo para obter e compartilhar informação sobre vários aspectos da medicina genômica e da saúde humana, assim como ajudar a disseminar conhecimento e formação nas áreas de genética molecular e biologia computacional.

### Cadeira de Rodas Robótica
O BRAINN trabalha no protótipo de uma cadeira de rodas robótica que pode ser controlada por movimentos de cabeça e face . Para tanto, une tecnologias de reconhecimento de terreno à Interface Cérebro-Computador (BCI, na sigla em inglês), tecnologia que permite converter sinais cerebrais em comandos reconhecíveis pelo computador. 
Diversos sensores e câmeras acopladas à cadeira permitem que o instrumento seja guiado com maior facilidade, evitando obstáculos e garantindo a segurança do usuário. Já a BCI permitirá que pessoas com limitações severas de movimentos – como por exemplo vítimas graves de AVC – possam utilizar a cadeira por meio de movimentos sutis de cabeça ou face, adquirindo maior autonomia no dia a dia .

### Realidade Virtual e Aumentada no tratamento de sequelas de AVC
Outra linha de pesquisa do BRAINN é a criação de interfaces e o aprimoramento de tecnologias de realidade virtual e realidade aumentada . Estão em estágios de testes ferramentas que utilizam a realidade virtual no desenvolvimento de atividades para treino de recuperação motora e a realidade aumentada para reabilitação de pacientes com limitação de movimentos nos braços .

## Difusão Científica
O BRAINN realiza divulgação científica por meio de páginas na internet e em eventos abertos ao público.
Na internet, a divulgação é feita pelo portal institucional, o site Cérebro & Saúde e os perfis sociais do Instituto. O website institucional possui seção de notícias e calendário de eventos científicos. Além de republicar matérias de interesse, o portal produz conteúdo original sobre neurociências e acompanha o desenvolvimento das principais linhas de pesquisas do Instituto. Já o Cérebro & Saúde é um portal vinculado à campanha Semear Ciência, focado na divulgação de conteúdo leigo sobre neurociências e com linha editorial voltada ao grande público.
O Instituto organiza e/ou participa de diversos eventos de conscientização sobre doenças neurológicas e AVC, como o ‘AVC na Lagoa’ (em Campinas, São Paulo) , o ‘Congresso do PIBIC’ (UNICAMP), a ‘Semana Nacional de Ciência e Tecnologia’, o ‘Neurociências no Dia do Idoso’ (UNICAMP), a ‘Campanha Semear Ciência’ (São Paulo, SP) e a campanha ‘Conscientização da Doença de Pompe’ (em Campinas, SP).

## Eventos

### Eventos Anuais
- CONGRESSO BRAINN [16]: O BRAINN realiza anualmente o BRAINN Congress, congresso científico que reúne os pesquisadores do CEPID e seus colaboradores, tanto brasileiros quanto internacionais, para discussões e compartilhamento de informações. Além de palestras e mesas-redondas, o Congresso abre espaço, também, para pesquisadores realizarem demonstrações de novas tecnologias e alunos apresentarem seus trabalhos acadêmicos. O BRAINN Congress acontece desde 2014. Em 2016, foram 205 participantes e 95 trabalhos aceitos. No ano de 2017, o número de participantes subiu para 253, e 129 trabalhos foram apresentados.

- Semana de Conscientização de Epilepsia
- Semana de Combate ao AVC
- Evento de Atualização sobre o BIPMED
- Congresso de Neuroeducação e Educação Inclusiva

### Eventos Bianuais
- Escola Internacional de Neuropatologia e Cirurgia de Epilepsia

## Ligações Externas
- Website institucional do BRAINN
- Página do Facebook Oficial do BRAINN
- Plataforma BIPMED
- Hotsite 'Cérebro & Saúde'